# کولا (شهر)
شهر کولا (به روسی: Кола) در کشور روسیه و در اوبلاست مورمانسک واقع شده‌است. در محل تلاقی رودهای کولا و تولوما، در 12 کیلومتری (7.5 مایل) جنوب مورمانسک و 24 کیلومتری (15 مایل) جنوب غربی سورومورسک واقع شده است. این شهر قدیمی ترین شهر شبه جزیره کولا است. جمعیت: 10,437 (سرشماری 2010)؛ 11,060 (سرشماری 2002)؛ 16,541 (سرشماری 1989).